# Ханчейяха (приток Часельки)
Ханчейяха — река в России, протекает по территории Ямало-Ненецкого автономного округа. Устье реки находится в 167 км по правому берегу реки Часелька. Длина реки составляет 73 км.

## Притоки
- 4 км: Корыльяха (пр)
- 10 км: Пиччельяхако (лв)
- 29 км: Койкуяха (пр)
- 30 км: Юмынтыльяхако (лв)
- 41 км: Хасуйяха (лв)
- Неверъяха (лв)
- 59 км: Менгаяха (пр)
- Ханчейтаркаяха (пр)

## Данные водного реестра
По данным государственного водного реестра России относится к Нижнеобскому бассейновому округу, водохозяйственный участок реки — Таз, речной подбассейн реки — подбассейн отсутствует. Речной бассейн реки — Таз.
Код объекта в государственном водном реестре — 15050000112115300067820.